# 纸莎草学
纸莎草学是研究古代文献、信件和法律文书等书写于莎草纸上的手稿，这种记录方式是古埃及、古希腊和古罗马文明时期的常用方式。
纸莎草学包括转录翻译各种语言的古代文献，以及保存珍稀沙草纸原件。
纸莎草学作为一个系统化学科的建立可追溯到1890年代。当时，考古学家在埃及多地，如阿尔西诺伊(法尤姆)和俄克喜林庫斯，发现了大量保存完好的的沙草纸。其建立着有维也纳的阿拉伯纸莎草学者约瑟夫·冯·卡拉巴契克，德国的希腊纸草学者威廉·舒巴特，以及奥地利的西奥多·格拉夫，他们在埃及得到了超过10万份希腊、阿拉伯、科普特和波斯的莎草纸，后被奥地利的大公莱纳购得；格鲁吉亚科学家采列泰利发表了俄罗斯和格鲁吉亚的莎草纸收集；以及其它一些科学家。
维也纳的基督教、非基督教和阿拉伯的沙草纸被称为莱纳莎草纸，代表了首次在埃及法尤姆大量发现的莎草纸手稿。大约1880年时，
代表冯·卡拉巴契克的一位地毯交易商在开罗得到了超过1万份莎草纸以及一些写有文字的麻织物，其中超过3000份是用阿拉伯语书写的。1882年，这些莎草纸鹤织物被出口到维也纳公开展示，并引起轰动。随后，莱纳大公买下了它们，并展示于维也纳的皇家科学院。
最早的西方莎草纸卷由韦莱特里的枢机主教斯特法诺·鲍尔吉亚于1778年发，表标题为《Charta papyracea Graece scripta Museums Borgiani Velitris》，亦被称为《Charta Borgiana》。